# Борщовский сельский совет (Чугуевский район)
Борщовский сельский совет — входит в состав Печенежского района Харьковской области Украины.
Административный центр сельского совета находится в селе Борщевая.

## История
- 1920 — дата образования.

## Населённые пункты совета
- село Борщевая
- село Анновка
- село Гарашковка
- село Гусловка
- село Першотравневое